# Christian Malcolm
Christian Sean Malcolm, född 3 juni 1979 i Cardiff, Wales är en brittisk (walesisk) friidrottare. 
Malcolm vann 1998 Junior-VM på specialdistansen 200 meter på tiden 20,44. Samma år blev han tvåa i Samväldesspelen mellan engelsmännen Golding (20,18) och Regis (20,40) på tiden 20,29, vilket innebar walesiskt rekord och europeiskt juniorrekord. Det walesiska rekordet förbättrade han vid Edmonton-VM 2001 till 20,08. När Malcolm vann Inomhus-EM 2000 övertog sig han även det walesiska inomhusrekordet på distansen med tiden 20,54. I olympiska sammanhang har Malcolm som bäst nått en femteplats individuellt på 200 meter i Sydney 2000. Malcolm har vidare deltagit som stafettlöpare för Storbritannien i mästerskap över 4x100 meter. Malcolm är 174 centimeter lång och väger 66 kilogram.
Vid EM i München 2002 var Malcolm startman i det brittiska laget som vann 4x100 meter och vid VM 2003 var Malcolm startman i silverlaget.  Medaljerna fråntogs emellertid britterna sedan slutmannen Dwain Chambers lämnat ett positivt dopningstest.

## Medaljer
Guld
* EM 2002 4x100 meter (Storbritannien: Malcolm, Campbell, Devonish och Chambers, 38,19) segern fråntogs britterna då Dwain Chambers befanns vara dopad
Silver
- Samväldesspelen 1998 200 meter (20,29)

* VM 2003 4x100 meter (Storbritannien: Malcolm, Campbell, Devonish och Chambers, 38,08) segern fråntogs britterna då Dwain Chambers befanns vara dopad
Brons
- VM 2005 4x100 meter (Storbritannien: Gardener, Devonish, Malcolm och Lewis-Francis, 38,27)
- VM 2007: 4x100 meter (Storbritannien: Malcolm, Pickering, Devonish och Lewis-Francis, 37,90)

## Personliga rekord
- 100 meter: 10,09, Edmonton, Alberta, 4 augusti 2001
- 200 meter: 20,08, Edmonton, Alberta, 8 augusti 2001 (Walesiskt rekord)